# Torneo Provincial de Fútbol (La Pampa) 2022
El Torneo Provincial de Fútbol de La Pampa 2022, llamado oficialmente como "José Edgardo 'Topo' González" (en honor a un destacado futbolista de las décadas del 80' 90 y principios de 2000 -fallecido en enero de 2021-), fue un torneo oficial de fútbol de La Pampa, organizado por un ente mixto y tripartito, denominado Ente Provincial del Fútbol, integrado por representantes de las Ligas Pampena y Cultural, y de la Subsecretaría de Deportes, Recreación y Turismo Social, dependiente del Ministerio de Desarrollo Social, del Gobierno de La Pampa.

Fue la XXV edición del torneo, que volvió a jugarse luego de la interrupción obligada durante dos temporadas, por la Pandemia de Covid 19.

Del certamen, participaron dieciséis clubes, ocho por cada una de las ligas organizadoras, y su comienzo se pautó para el 30 de enero de 2022 (conforme lo acordado en reunión del Ente ). Aunque comenzó a disputarse el jueves 27 de enero de 2022, en la ciudad de General Pico, con el partido adelantado en el que Costa Brava recibió la visita de General Belgrano de Santa Rosa, en un juego válido por el grupo B. No obstante ello, fue inaugurado en forma oficial, en la localidad del Alapachiri, el 29 de enero de 2022, con el segundo partido adelantado, que (por el mismo grupo) disputaron el Deportivo local, contra Benjamín Matienzo de Ingeniero Luiggi.

El campeonato finalizó, el 15 de abril, con la disputa del partido de vuelta de la serie final, que consagró campeón a Racing Club de Eduardo Castex.

## Clubes participantes
Los clubes intervinientes fuero dieciséis (16), reduciéndose, de ese modo, en cuatro, el número de clubes participantes respecto a la edición anterior.

Cada liga contó ocho (8) cupos, disponiendo además cada una de las entidades de la potestad de determinar el modo de clasificación de sus equipos.

En tal sentido la Liga Pampeana determinó que los ocho equipos que accedieron a los cuartos de final de su Torneo Oficial, clasificaran al Provincial.

En tanto que la Liga Cultural dispuso que, en su Torneo Oficial 2021, clasificaran 3 cupos fijos por cada una de sus Zonas Norte y Sur; y que los otros dos cupos se definieran, en una suerte de playoff, entre dos equipos del norte y dos equipos del sur, que se enfrentaron de modo cruzado; accediendo al provincial los respectivos ganadores de cada serie.

Previo al sorteo del torneo, y antes del fin del año 2021, se produjo la deserción para disputar el torneo, del subcampeón de la Liga Cultural: Unión Deportiva Bernasconi. Luego de que la liga, para determinar su reemplazante, cursara las correspondientes invitaciones a los clubes de la Zona Sur (pues el cupo correspondía a esa zona), definió que el equipo que ingresó en reemplazo de Bernasconi fue Deportivo Alpachiri, que paradójicamente había terminado último en su zona. 

El cuadro de clubes participantes quedó determinado de la siguiente manera:
| Club                                   | Logo | Ciudad            | Part | Tít | Liga     | Condición                         | Estadio                                 |
| -------------------------------------- | ---- | ----------------- | ---- | --- | -------- | --------------------------------- | --------------------------------------- |
| Club Atlético All Boys                 |      | Santa Rosa        | 23   | 3   | Cultural | Campeón Cultural                  | Dr. Ramón Turnes                        |
| Club Atlético Santa Rosa               |      | Santa Rosa        | 9    |     | Cultural | Subcampeón Norte Cultural         | Mateo Calderón                          |
| Club General Belgrano                  |      | Santa Rosa        | 15   |     | Cultural | Tercer clasificado Norte Cultural | Rancho Grande                           |
| Club Deportivo Mac Allister            |      | Santa Rosa        | 6    | 1   | Cultural | Repechaje Cultural                | "Semillero Pampeano"                    |
| Club Guardia del Monte                 |      | Toay              | 2    |     | Cultural | Repechaje Cultural                |                                         |
| Club Deportivo Alpachiri               |      | Alpachiri         | 1    |     | Cultural | Invitado Cultural                 | Publio O. Álvarez                       |
| Club Atlético Pampero                  |      | Guatraché         | 6    |     | Cultural | Subcampeón Sur Cultural           | Manuel Augusto Nieto                    |
| Club Atlético Huracán                  |      | Guatraché         | 7    |     | Cultural | Tercer clasificado Sur Cultural   | Deportivo, Social Colonial Santa Teresa |
| Club Atlético Costa Brava              |      | General Pico      | 17   | 3   | Pampeana | Campeón Pampeana                  | Nuevo Pacaembú                          |
| Club Atlético Ferrocarril Oeste        |      | General Pico      | 17   | 4   | Pampeana | Cuartofinalista Pampeana          | Coloso Barrio Talleres                  |
| Asociación Civil Racing Club           |      | Eduardo Castex    | 14   | 2   | Pampeana | Semifinalista Pampeana            | Hector Nervi                            |
| Club Estudiantil                       |      | Eduardo Castex    | 15   | 3   | Pampeana | Semifinalista Pampeana            | Próspero Jañez                          |
| Club Teniente Benajamón Matienzo       |      | Ingeniero Luiggi  | 5    |     | Pampeana | Cuartofinalista Pampeana          | José Manuel Garay                       |
| Club Atlético All Boys                 |      | Trenel            | 2    |     | Pampeana | Cuartofinalista Pampeana          | José Gago                               |
| Alvear Football Club                   |      | Intendente Alvear | 18   | 3   | Pampeana | Subcampeón Pampeana               |                                         |
| Club Deportivo Argentino (Quemú Quemú) |      | Quemú Quemú       | 5    |     | Pampeana | Cuartofinalista Pampeana          | Carlos Sierra                           |

## Sorteo del Torneo
El torneo fue sorteado el día 7 de enero de 2022, en el Centro Provincial Cultural MEDASUR (Megaespacio de Arte del Sur). La Ceremonia fue presidida por el Subsecretario de Deportes de la Provincia, Prof. Ceferino Martínez Almudevar quien pronunció un breve discurso de apertura, y contó con la presencia de otros funcionarios del Gobierno Provincial, y los representantes de las Ligas Cultural (Sr. Alfredo Iturri) y Pampeana (Sr. Nelson Cuevas).

Para el sorteo se dispuso que los dieciséis equipos integrarían 4 grupos de 4 equipos cada uno; los campeones y subcampeones de cada liga, serían los cabezas de series de cada división; haciéndose la excepción de Unión Deportiva Bernasconi que, siendo subcampeón de la Liga Cultural, desistió de participar en el torneo; por lo que su lugar de cabeza de serie lo tomó Pampero de Guatraché, quien fue subcampeón de la Zona Sur de dicha liga.

De ese modo All Boys de Santa Rosa, fue cabeza de serie del grupo A; Costa Brava, del Grupo B; Pampero lo fue del grupo C; en tanto que Alvear Football Club, del grupo D.

Para el sorteo se dispusieron dos bombos, uno con los seis equipos restantes (excluidos los cabeza de serie) de la Liga Cultural, y  del mismo modo otro copón con seis equipos de la Liga Pampeana, excluidos los cabeza de serie.

Asimismo, se determinó que los grupos se sortearían uno por uno, y para su conformación se extraerían en primer y segundo lugar, dos bolillas de la liga contraria a la del cabeza de serie; para luego determinar el cuarto integrante de cada grupo correspondiente al cupo de la misma liga que el cabeza de serie de cada división; asimismo se dispuso que el fixturer quedaría determinado en el orden que se fue dando el sorteo.

La primera bolilla extraída fue la de Estudiantil de Castex, que fue al grupo A (All Boys de Santa Rosa); la segunda, la de General Belgrano, que fue al grupo B (Costa Brava); la tercera, la de All Boys de Trenel al grupo C (de Pampero); y finalmente la cuarta, la de Atlético Santa Rosa que fue al grupo D (Alvear Football). 

La segunda ronda de sorteo determinó que Racing Club vaya al Grupo A; Deportivo Alpachiri al B; Ferro de Pico al C; y Guardia del Monte al Grupo D. 

La última ronda del sorteo dispuso que Huracán de Guatraché, vaya al grupo A; Teniente Benjamín Matienzo, al grupo B; con lo que automáticamente determinó, que Deportivo Mac Allister, quede en el grupo C; y Deportivo Argentino, integre el grupo D.

### Conformación de los grupos
| Grupo A All Boys (Santa Rosa) Estudiantil Racing Club Huracán | Grupo B Costa Brava General Belgrano Deportivo Alpachiri TTe. Benjamín Matienzo | Grupo C Pampero All Boys (Trenel) Ferro Deportivo Mac Allister | Grupo D Alvear Football Atlético Santa Rosa Guardia del Monte Deportivo Argentino |

## Desarrollo del certamen
El torneo se llevó a cabo por un sistema mixto en dos etapas. Una primera etapa bajo el sistema de liga; y una segunda etapa, de eliminación directa por el sistema de playoff o copa.

### Primera etapa
Durante la primera etapa, como quedó dicho, los equipos conformaron cuatro grupos, de cuatro equipos, en los que se enfrentaron (dentro del grupo) todos contra todos, a dos ruedas, con partidos de ida y vuelta en cada una se las sedes, totalizando cada conjunto 6 partidos. Al cabo de los cuales, clasificaron a la etapa eliminatoria de playoff, el primer y segundo equipo de cada división.

El sorteo no sólo determinó la integración de cada grupo, sino que, con el sorteo, también quedó establecido el fixturer del torneo y, en consecuencia, que en la primera fecha se enfrentaran en cada grupo, el 1 y 2 por un lado y el 3 y 4 por otro. En la segunda fecha, el 1 y 4 y el 2 y el 3 (los cruces propios de cada liga); y en la tercera fecha, el 1 y 3 y el 2 con el 4. En tanto que en las fechas 4, 5 y 6, se invirtieron las  la localías de las fechas 3, 2 y 1 respectivamente; en consecuencia la etapa regular finalizó con los choques revanchas de los partidos jugados en la primera fecha.

A falta de una fecha, se encontraban clasificados para la segunda etapa cinco (5) equipos; por lo que en la sexta fecha de la etapa regular, se definieron los últimos tres (3) clasificados a cuartos de final; la etapa regular concluyó el día 6 de marzo, jugándose la totalidad de los partidos en simultáneo.

Los resultados y posiciones de los grupos fueron los siguientes:

#### Grupo A

##### Resultados
| Día                 | Árbitro            | Local       | G       | Goleadores                                          | Visitante   | G       | Goleadores                                              |
| Fecha 1             | Fecha 1            | Fecha 1     | Fecha 1 | Fecha 1                                             | Fecha 1     | Fecha 1 | Fecha 1                                                 |
| ------------------- | ------------------ | ----------- | ------- | --------------------------------------------------- | ----------- | ------- | ------------------------------------------------------- |
| 30/01/22; 20 hs.    | Cristian Rubiano   | All Boys    | 2       | Gutiérrez; Palma.                                   | Estudiantil | 2       | Arriola; B. Caser.                                      |
| 30/01/22; 17 hs.    | Marcelo Aredondo   | Racing Club | 6       | Ortiz-2; Leguizamón; Fredes; Hollman y A. Caser.    | Huracán     | 0       |                                                         |
| Fecha 2             |                    |             |         |                                                     |             |         |                                                         |
| 06/02/22; 17 hs.    | Martín Lobo        | Huracán     | 2       | Díaz; Wilberger.                                    | All Boys    | 3       | Álvarez; Ferranti; Canhué.                              |
| 06/02/22; 20 hs.    | Jorge Santillán    | Estudiantil | 2       | Arriola; Elorga.                                    | Racing Club | 3       | Leguizamón; Fredes; Similán.                            |
| Fecha 3             |                    |             |         |                                                     |             |         |                                                         |
| 13/02/22; 17:30 hs. | Santiago Sepúlveda | Huracán     | 0       |                                                     | Estudiantil | 2       | 11' Leguiza; 19' Arriola (pen).                         |
| 13/02/22; 18 hs.    | Emilio Rigal       | Racing Club | 4       | 14' Similán (pen); 49' y 82' Ortiz (2); 67' Fredes. | All Boys    | 1       | 88' Claro.                                              |
| Fecha 4             |                    |             |         |                                                     |             |         |                                                         |
| 20/02/22; 18:00 hs. | Marcos Díaz        | Estudiantil | 1       | 10' Caser, B.                                       | Huracán     | 0       |                                                         |
| 20/02/22; 19:00 hs. | Lautaro Andino     | All Boys    | 1       | 15' Guinchinao                                      | Racing Club | 1       | 45+1' Fredes                                            |
| Fecha 5             |                    |             |         |                                                     |             |         |                                                         |
| 06/03/22; 20:00     | Matías Muñoz       | All Boys    | 3       | 27' Gutiérrez, 41' Arzer, 65' Martiní               | Huracán     | 0       |                                                         |
| 06/03/22            | Martín Gubar       | Racing Club | 0       |                                                     | Estudiantil | 0       |                                                         |
| Fecha 6             |                    |             |         |                                                     |             |         |                                                         |
| 27/02/22; 17:00     | Emilio Rigal       | Estudiantil | 1       | 4' Caser, A.                                        | All Boys    | 1       | 1' Claro                                                |
| 27/02/22; 17:00     | Juan M. Figueroa   | Huracán     | 0       |                                                     | Racing Club |         | 42' Leguizamón (pen); 48' Rodas; 75' Pérez; 81' Bocardo |

##### Posiciones
| Equipo      | PJ | PG | PE | PP | GF | GC | Dif | Pts |
| ----------- | -- | -- | -- | -- | -- | -- | --- | --- |
| Racing Club | 6  | 4  | 2  | 0  | 18 | 4  | 14  | 14  |
| Estudiantil | 6  | 2  | 3  | 1  | 8  | 6  | 2   | 9   |
| All Boys    | 6  | 2  | 3  | 1  | 11 | 10 | 1   | 9   |
| Huracán     | 6  | 0  | 0  | 6  | 2  | 19 | -17 | 0   |

| (Cla) | Clasificados a Playoff. |

#### Grupo B

##### Resultados
| Día                 | Árbitro            | Local             | G       | Goleadores                                                  | Visitante         | G       | Goleadores                                               |
| Fecha 1             | Fecha 1            | Fecha 1           | Fecha 1 | Fecha 1                                                     | Fecha 1           | Fecha 1 | Fecha 1                                                  |
| ------------------- | ------------------ | ----------------- | ------- | ----------------------------------------------------------- | ----------------- | ------- | -------------------------------------------------------- |
| 27/01/22; 21 hs.    | Marcos Díaz        | Costa Brava       | 2       | Bonivardo; Gutiérrez.                                       | Belgrano          | 0       |                                                          |
| 29/01/22; 20:30 hs. | Enzo Arias         | Dep. Alpachiri    | 2       | Díaz, Emiliano; Altamiranda.                                | Benjamín Matienzo | 1       | Peña.                                                    |
| Fecha 2             |                    |                   |         |                                                             |                   |         |                                                          |
| 06/02/22; 17 hs.    | Franco Morón       | Benjamín Matienzo | 0       |                                                             | Costa Brava       | 2       | Lorenzo; Bastida.                                        |
| 06/02/22; 17 hs.    | Paolo Macchi       | Belgrano          | 0       |                                                             | Dep. Alpachiri    | 0       |                                                          |
| Fecha 3             |                    |                   |         |                                                             |                   |         |                                                          |
| 12/02/22; 20 hs.    | Shair Salomón      | Dep. Alpachiri    | 0       |                                                             | Costa Brava       | 1       | 26' Turri.                                               |
| 13/02/22; 17 hs.    | Marcelo Pardo      | Benjamín Matienzo | 1       | 23' Velázquez.                                              | Belgrano          | 4       | 13' Cicciarelli; 59' Stay; 63' Allende; 66' Uhaldegaray. |
| Fecha 4             |                    |                   |         |                                                             |                   |         |                                                          |
| 20/02/22; 19:00 hs. | Marcelo Aredondo   | Costa Brava       | 6       | 24' y 49' Petisco; 35' Jofre; 73' Aguëro; 79' y 90' Ramírez | Dep. Alpachiri    | 0       |                                                          |
| 20/02/22; 17:00 hs. | Cristian Meritello | Belgrano          | 1       | 66' Bollea (pen)                                            | Benjamín Matienzo | 0       |                                                          |
| Fecha 5             |                    |                   |         |                                                             |                   |         |                                                          |
| 06/03/22; 19:00     | Iván Ramonda       | Costa Brava       | 2       | 19'Bastida; 45+2' Ramírez                                   | Benjamín Matienzo | 0       |                                                          |
| 06/03/22; 17:00     | Gastón Amaray      | Dep. Alpachiri    | 1       | 5' Díaz                                                     | Belgrano          | 1       | 45+5'Ayende                                              |
| Fecha 6             |                    |                   |         |                                                             |                   |         |                                                          |
| 27/02/22; 17:00     | Malvina Schiel     | Belgrano          | 1       | 63' Uhaldegaray                                             | Costa Brava       | 1       | 18' Abraham                                              |
| 27/02/22; 17:00     | Mauricio Navarro   | Benjamín Matienzo | 1       | 33' Peña                                                    | Dep. Alpachiri    | 2       | 30' Rosales; 41' Aschemacher                             |

##### Posiciones
| Equipo                 | PJ | PG | PE | PP | GF | GC | Dif | Pts |
| ---------------------- | -- | -- | -- | -- | -- | -- | --- | --- |
| Costa Brava,           | 6  | 5  | 1  | 0  | 14 | 1  | 13  | 16  |
| General Belgrano       | 6  | 2  | 3  | 1  | 7  | 5  | 2   | 9   |
| Deportivo Alpachiri    | 6  | 2  | 2  | 2  | 5  | 10 | -5  | 8   |
| Tte. Benajmín Matienzo | 6  | 0  | 0  | 6  | 3  | 13 | -10 | 0   |

| (Cla) | Clasificados a Playoff. |

#### Grupo C

##### Resultados
| Día                 | Árbitro             | Local        | G       | Goleadores                                           | Visitante    | G       | Goleadores                    |
| Fecha 1             | Fecha 1             | Fecha 1      | Fecha 1 | Fecha 1                                              | Fecha 1      | Fecha 1 | Fecha 1                       |
| ------------------- | ------------------- | ------------ | ------- | ---------------------------------------------------- | ------------ | ------- | ----------------------------- |
| 30/01/22; 17 hs.    | Lautaro Andino      | Pampero      | 1       | Pantanetti.                                          | All Boys     | 1       | Camerlinck.                   |
| 30/01/22; 17 hs.    | Emilio Rigal        | Ferro        | 0       |                                                      | Mac Allister | 2       | Pardo; Sevretto.              |
| Fecha 2             |                     |              |         |                                                      |              |         |                               |
| 06/02/22; 17 hs.    | Juan Figueroa       | Mac Allister | 2       | Morales; Pardo.                                      | Pampero      | 0       |                               |
| 06/02/22; 17 hs.    | Marcelo Aredondo    | All Boys     | 4       | Camerlinck (2) Hermida; Espada.                      | Ferro        | 1       | Auteri.                       |
| Fecha 3             |                     |              |         |                                                      |              |         |                               |
| 13/02/22; 17 hs.    | Mauricio Navarro    | Ferro        | 2       | 1' Garoni; 45' Noriega.                              | Pampero      | 1       | 15' Kedack.                   |
| 13/02/22; 17 hs.    | Paolo Macchi        | Mac Allister | 1       | 17' Sosa.                                            | All Boys     | 1       | 90+4'Vasallo.                 |
| Fecha 4             |                     |              |         |                                                      |              |         |                               |
| 20/02/22; 17:00 hs. | Matías Muñoz        | Pampero      | 2       | 41' y 54' Kedac                                      | Ferro        | 1       | 34' Noriega                   |
| 20/02/22; 17:00 hs. | Cristian Ramonda    | All Boys     | 0       |                                                      | Mac Allister | 0       |                               |
| Fecha 5             |                     |              |         |                                                      |              |         |                               |
| 06/03/22; 17:00     | Santiago Sepúlveda  | Pampero      | 1       | 90+2' Cocco                                          | Mac Allister | 1       | 87' Rodríguez                 |
| 06/03/22; 17:00     | Maximiliano Reinoso | Ferro        | 2       | 33' Cabral; 56' Noriega                              | All Boys     | 0       |                               |
| Fecha 6             |                     |              |         |                                                      |              |         |                               |
| 27/02/22; 17:00     | Marcos Díaz         | All Boys     | 5       | 62' Ortellado; 68', 82 y 87' Camerlinck; 73' Morales | Pampero      | 2       | 5' Strack; 81' Paparini (e/c) |
| 27/02/22; 17:00     | Martín Lobo         | Mac Allister | 1       | 38' Zúñiga                                           | Ferro        | 1       | 86' Cabral                    |

##### Posiciones
| Equipo                 | PJ | PG | PE | PP | GF | GC | Dif | Pts |
| ---------------------- | -- | -- | -- | -- | -- | -- | --- | --- |
| Deportivo Mac Allister | 6  | 2  | 4  | 0  | 7  | 3  | 4   | 10  |
| All Boys (Trenel)      | 6  | 2  | 3  | 1  | 11 | 7  | 4   | 9   |
| Ferro                  | 6  | 2  | 1  | 3  | 7  | 10 | -3  | 7   |
| Pampero                | 6  | 1  | 2  | 3  | 7  | 12 | -5  | 5   |

| (Cla) | Clasificados a Playoff. |

#### Grupo D

##### Resultados
| Día                 | Árbitro            | Local               | G       | Goleadores                                                                   | Visitante           | G       | Goleadores                                                      |
| Fecha 1             | Fecha 1            | Fecha 1             | Fecha 1 | Fecha 1                                                                      | Fecha 1             | Fecha 1 | Fecha 1                                                         |
| ------------------- | ------------------ | ------------------- | ------- | ---------------------------------------------------------------------------- | ------------------- | ------- | --------------------------------------------------------------- |
| 30/01/22; 20.30 hs  | Jorge Santillán    | Alvear Football     | 1       | Parodi.                                                                      | Santa Rosa          | 0       |                                                                 |
| 30/01/22; 17 hs     | Shair Salomón      | Guardia del Monte   | 1       | Alvando.                                                                     | Deportivo Argentino | 0       |                                                                 |
| Fecha 2             |                    |                     |         |                                                                              |                     |         |                                                                 |
| 06/02/22; 20 hs.    | Marcos Díaz        | Deportivo Argentino | 0       |                                                                              | Alvear Football     | 3       | Morette; Rossón; Toselli.                                       |
| 06/02/22; 17 hs.    | Cristian Meritello | Santa Rosa          | 2       | Saavedra; Miranda.                                                           | Guardia del Monte   | 0       |                                                                 |
| Fecha 3             |                    |                     |         |                                                                              |                     |         |                                                                 |
| 13/02/22; 17 hs.    | Gastón Amaray      | Guardia del Monte   | 0       |                                                                              | Alvear Football     | 1       | 83' Morete.                                                     |
| 13/02/22; 20 hs.    | Franco Morón       | Deportivo Argentino | 1       | 40' Herrero.                                                                 | Santa Rosa          | 1       | 29' Stefanazzi.                                                 |
| Fecha 4             |                    |                     |         |                                                                              |                     |         |                                                                 |
| 20/02/22; 20:00 hs. | Iván Ramonda       | Alvear Football     | 5       | 48' Rosón; 61' Sosa; 71' Bertaina; 82' Cuello; 86' Rivadero                  | Guardia del Monte   | 0       |                                                                 |
| 20/02/22; 17:00 hs. | Juan Figueroa      | Santa Rosa          | 4       | 21' Lezcano; 40' Miranda; 46' Re e/c; 62' Baldissoni                         | Deportivo Argentino | 1       | 85' Russo                                                       |
| Fecha 5             |                    |                     |         |                                                                              |                     |         |                                                                 |
| 06/03/22; 20:00     | Marcelo Pardo      | Alvear Football     | 4       | 18' Emanuel Morete, 80' Alvaro Cuello, 85' Ernesto Toledo y 90' Lucas Parodi | Deportivo Argentino | 0       |                                                                 |
| 06/03/22; 17:00     | Lautaro Andino     | Guardia del Monte   | 1       | 63' Patiño                                                                   | Santa Rosa          | 1       | 21' Bornes                                                      |
| Fecha 6             |                    |                     |         |                                                                              |                     |         |                                                                 |
| 27/02/22; 17:00     | Paolo Machi        | Santa Rosa          | 78'     | Baldissoni                                                                   | Alvear Football     | 5       | 28' Barón; 37' Morete; 48' Guiñazú e/c; 66' Bertaina; 85 Cuello |
| 27/02/22; 17:00     | Cristian Ramonda   | Deportivo Argentino | 1       | 50' Farias                                                                   | Guardia del Monte   | 5       | 16' González; 23' Patiño; 37' Buscarini; 78' y 83' Díaz         |

##### Posiciones
| Equipo                    | PJ | PG | PE | PP | GF | GC | Dif | Pts |
| ------------------------- | -- | -- | -- | -- | -- | -- | --- | --- |
| Alvear FBC                | 6  | 6  | 0  | 0  | 19 | 1  | 18  | 18  |
| Atlético Santa Rosa       | 6  | 2  | 2  | 2  | 9  | 9  | 0   | 8   |
| Guardia del Monte de Toay | 5  | 1  | 1  | 2  | 7  | 10 | -3  | 4   |
| Argentino de Quemú Quemú  | 6  | 0  | 1  | 6  | 3  | 18 | -15 | 1   |

| (Cla) | Clasificados a Playoff. |

### Segunda Etapa
Los ocho clasificados toman las posiciones 1 a 8, de acuerdo al puesto y a los puntos con los que clasificaron en su grupo de origen.

Los cuatro ganadores de sus grupos, de acuerdo a los puntos obtenidos en la etapa clasificatoria, lograron las posiciones 1 a 4, quedándose con el 1 el equipo que más puntos cosechó y así sucesivamente. En tanto que los cuatro segundos, obtuvieron los puestos 5 a 8, de acuerdo al mismo sistema. 

El ganador de la etapa regular fue Alvear Football Club, que fue el primero de grupo, que más puntos cosechó, al ganar la totalidad de los partidos de su grupo. Ello le otorgó el derecho a definir las series de cuartos de final y semifinal de local. 

La tabla de clasificados fue la siguiente:

### Tabla de Clasificados
| Tabla de Primeros | Tabla de Primeros | Tabla de Primeros      | Tabla de Primeros |
| Pos               | Condición         | Equipo                 | Pts               |
| ----------------- | ----------------- | ---------------------- | ----------------- |
| 1°                | Mejor Primero     | Alvear Football        | 18                |
| 2°                | Segundo Primero   | Costa Brava            | 16                |
| 3°                | Tercer Primero    | Racing Club            | 14                |
| 4°                | Peor Primero      | Deportivo Mac Allister | 10                |

| Tabla de Segundos | Tabla de Segundos | Tabla de Segundos | Tabla de Segundos |
| Pos               | Condición         | Equipo            | Pts               |
| ----------------- | ----------------- | ----------------- | ----------------- |
| 5°                | Mejor Segundo     | All Boys (Trenel) | 9                 |
| 6°                | Segundo Segundo   | Estudiantil       | 9                 |
| 7°                | Tercer Segundo    | General Belgrano  | 9                 |
| 8°                | Peor Segundo      | Atl. Santa Rosa   | 8                 |

Nota: All Boys (Trenel), Estudiantil y General Belgrano tuvieron los mismos puntos, y fueron agrupados de ésta manera debido a las diferencias de goles. Estudiantil fue Segundo Segundo debido a mayor cantidad de goles a favor que General Belgrano.
De acuerdo a dicha tabla, en los cuartos de final se enfrentaron el equipo 1 frente al 8 (que conformaron la llave 1); el 2 ante el 7 (que integraron la llave 3); el 3 contra el 6 (que conformaron la llave 4); y el 4 versus el 5 (que integraron la llave 2); con ventaja únicamente de localía, para definir las series de cuartos de final y semifinales en sus estadios, para los equipos colocados en las posiciones 1 a 4.

Luego en semifinales se enfrentaron, por un lado, los ganadores de las llaves 1 y 2; y por otro lado, los ganadores de las llaves 3 y 4; nuevamente con ventaja únicamente de localía, para los equipos mejor colocados en la tabla de clasificación.

Por último en la final, se enfrentaron, los ganadores  de las semifinales, sin ventajas de ningún tipo, y con sorteo de la condición de local para el partido de vuelta.

#### Cuartos de final
Los partidos de ida se jugaron en simultáneo el 13 de marzo.

Alvear Football, de visitante, le ganó a Atlético Santa Rosa, por 2 a 1.

El segundo clasificado, Costa Brava, empató de visitante frente a General Belgrano por 2 a 2.

Racing Club, le ganó de visitante a su clásico rival, Estudiantil, por 1 a 0.

Finalmente, All Boys de Trenel, empató de local frente a Deportivo Mac Allister.

Los partidos de vuelta se jugaron el 20 de marzo, invirtiéndose la condición de local y definiéndose la serie en los estadios de los equipos ganadores de sus grupos.

Alvear Football, de local, le volvió a ganar a Atlético Santa Rosa, en esa oportunidad por 4 a 2, y avanzó a las semifinales.

Racing Club, pese a perder por 1 a 0, frente a Estudiantil, y tras quedar igualado en la serie por 1 a 1, definió la misma su favor, mediante la ejecución de penales, venciendo a su archirrival por 8 a 7.

General Belgranó, dio la sorpresa, al eliminar en condición de visitante, al clasificado n.º 2, Costa Brava, tras vencerlo por 1 a 0.

Finalmente, Deportivo Mac Allíster, en condición de local, volvió a empatar con All Boys de Trenel, en esa oportunidad por 2 a 2, pero luego venció en la definición por penales por 5 a 4, y avanzó a las semifinales.

| Cuartos de final Ida | Cuartos de final Ida | Cuartos de final Ida | Cuartos de final Ida | Cuartos de final Ida    | Cuartos de final Ida | Cuartos de final Ida | Cuartos de final Ida     |
| Día                  | Árbitro              | Local                | G                    | Goleadores              | Visitante            | G                    | Goleadores               |
| -------------------- | -------------------- | -------------------- | -------------------- | ----------------------- | -------------------- | -------------------- | ------------------------ |
| 13/03/22; 16:00 hs   | Jorge Santillán      | Santa Rosa           | 1                    | 69' Bornes (pen)        | Alvear Football      | 2                    | 13' Flores; 43' Bertaina |
| 13/03/22; 16:00 hs   | Malvina Schiel       | All Boys (Trenel)    | 1                    | 76' Peralta (e/c)       | Mac Allister         | 1                    | 71' Rodríguez            |
| 13/03/22; 16:00 hs   | Martín Gubar         | Estudiantil          | 0                    |                         | Racing Club          | 1                    | 69' Ramírez              |
| 13/03/22; 16:00 hs   | Marcelo Pardo        | General Belgrano     | 2                    | 41' Ayende; 63' Andrada | Costa Brava          | 2                    | 33' Agüero; 71' Abraham  |

| Cuartos de final Vuelta | Cuartos de final Vuelta | Cuartos de final Vuelta | Cuartos de final Vuelta | Cuartos de final Vuelta                  | Cuartos de final Vuelta | Cuartos de final Vuelta | Cuartos de final Vuelta              |
| Día                     | Árbitro                 | Local                   | G                       | Goleadores                               | Visitante               | G                       | Goleadores                           |
| ----------------------- | ----------------------- | ----------------------- | ----------------------- | ---------------------------------------- | ----------------------- | ----------------------- | ------------------------------------ |
| 20/03/22; 16:00 hs      | Lautaro Andino          | Alvear Football         | 4                       | 3' Beratina, 47' y 49' Sosa; 74' Flores  | Santa Rosa              | 2                       | 65' Sttefanzzi; 66' Lezcano.         |
| 20/03/22; 16:00 hs      | Martín Gubar            | Mac Allister            | 2(5)                    | 17' Rodríguez Lucas; 19' Morales, Leonel | All Boys (Trenel)       | 2(4)                    | 3' Camerlinck; 90+5' Morales, Alejo. |
| 20/03/22; 16:00 hs      | Emilio Rigal            | Racing Club             | 1(8)                    |                                          | Estudiantil             | 0(7)                    | 89' Campos, Brian.                   |
| 20/03/22; 16:00 hs      | Crisitan Meritello      | Costa Brava             | 0                       |                                          | General Belgrano        | 1                       | 62' Andrada.                         |

#### Semifinales
Los partidos de ida se jugaron el 27 de marzo.

Deportivo Mac Allíster, de local , venció a Alvear Football por 2 a 0.

En tanto que Racing Club, le ganó de visitante a General Belgrano por el mismo marcador..

Los partidos de vuelta se jugaron el 3 de abril, en los estadios de los equipos mejor ubicados en la tabla de clasificación.

En Eduardo Castex, Racing Club, goleó a General Belgrano por 5 a 0 y clasificó a la final del torneo.

En intendente Alvear, el local Alvear Football, no pudo revertir el resultado de la ida, y empató 1 a 1 frente a Deportivo Mac Allíster y quedó eliminado.

| Semifinales Ida    | Semifinales Ida | Semifinales Ida  | Semifinales Ida | Semifinales Ida                  | Semifinales Ida | Semifinales Ida | Semifinales Ida                  |
| Día                | Árbitro         | Local            | G               | Goleadores                       | Visitante       | G               | Goleadores                       |
| ------------------ | --------------- | ---------------- | --------------- | -------------------------------- | --------------- | --------------- | -------------------------------- |
| 27/03/22; 16:00 hs | Marcos Díaz     | General Belgrano | 0               |                                  | Racing Club     | 2               | 23' Eric Rodas; 90+1' Buttafuoco |
| 27/03/22; 17:00 hs | Emilio Rigal    | Mac Allister     | 2               | 47' Agustín Servetto; 69'Sánchez | Alvear Football | 0               |                                  |

| Semifinales Vuelta | Semifinales Vuelta   | Semifinales Vuelta | Semifinales Vuelta | Semifinales Vuelta                                                                    | Semifinales Vuelta | Semifinales Vuelta | Semifinales Vuelta |
| Día                | Árbitro              | Local              | G                  | Goleadores                                                                            | Visitante          | G                  | Goleadores         |
| ------------------ | -------------------- | ------------------ | ------------------ | ------------------------------------------------------------------------------------- | ------------------ | ------------------ | ------------------ |
| 03/04/22; 16:00    | Juan Manuel Figueroa | Racing Club        | 5                  | 20' y 56' Rodas, Erik; 25' Viceconte, Emanuel; 35 Ortiz, Lautaro y 75' Fredes, Ramiro | General Belgrano   | 0                  |                    |
| 03/04/22; 17:00    | Martín Lobo          | Alvear Football    | 1                  | 9' Sosa, Alex                                                                         | Mac Allister       | 1                  | 75' Reina, Diego.  |

#### Finales
El partido final, fue un choque inédito en la historia del torneo, pues nunca se enfrentaron ambos clubes entre ellos, ni en etapa de grupos ni en etapa de plyoff.

El sorteo de la localía para el partido de vuelta de la final, se llevó a cabo el lunes 4 de abril, en la ciudad de Santa Rosa, en la sede del Ministerio de Desarrollo Social, y determinó que la serie final se inicie en el Estadio Héctor Nervi, de Eduardo Castex, y se defina en el Estadio de Deportivo Mac Allister.

El partido de ida se jugó el 10 de abril. Racing llegó al partido con la totalidad del plantel a disposición, incluso habiendo recuperado tras una lesión, a Ricardo Ramírez. En tanto que Deportivo Mac Allister tuvo las bajas por expulsión, de Leonel Morales y Lautaro Fernández, que debieron purgar una fecha de suspensión; ingresando en reemplazo Bautista Peralta y Matías Sosa.

El partido fue ganado por Racing Club por 1 a 0; con un gol convertido al minuto 2 del tiempo adicionado a la primera mitad obteniendo la ventaja para el partido de vuelta..

El partido de Vuelta se jugó el viernes 15 de abril, 76 días después de la inauguración oficial del torneo.

Deportivo Mac Allister llegó a la final con la baja de Ignacio Zúñiga, tras ser expulsado en el partido de ida, pero recuperando a dos jugadores titulares (Leonel Morales y Lautaro Tomás Fernández) que cumplieron la fecha de suspensión. 

En tanto que Racing, llegó con el equipo completo y repitió la formación inicial. 

Fue un partido muy friccionado y trabado en el que Racing, hizo bien su trabajo e incluso dispuso de las mejores chances de abrir el marcador, pero finalizó empatado por 0 a 0. Por lo que el equipo Racinguista mantuvo la ventaja lograda en la ida y obtuvo el bicampeonato provincial.

| Final Ida       | Final Ida   | Final Ida   | Final Ida | Final Ida       | Final Ida    | Final Ida | Final Ida  |
| Día             | Árbitro     | Local       | G         | Goleadores      | Visitante    | G         | Goleadores |
| --------------- | ----------- | ----------- | --------- | --------------- | ------------ | --------- | ---------- |
| 10/04/22; 17:00 | Paolo Machi | Racing Club | 1         | 45+2'Eric Rodas | Mac Allister |           |            |

| Final Vuelta    | Final Vuelta | Final Vuelta | Final Vuelta | Final Vuelta | Final Vuelta | Final Vuelta | Final Vuelta |
| Día             | Árbitro      | Local        | G            | Goleadores   | Visitante    | G            | Goleadores   |
| --------------- | ------------ | ------------ | ------------ | ------------ | ------------ | ------------ | ------------ |
| 15/04/22; 16:00 | Martín Gubar | Mac Allister | 0            |              | Racing Club  | 0            |              |

#### Cuadro Final
|  | Cuartos de final | Cuartos de final  | Cuartos de final | Cuartos de final       | Cuartos de final |   |                 | Semifinales        | Semifinales        | Semifinales        | Semifinales        | Semifinales        |  |   | Final             | Final           | Final           | Final           | Final           |  |
|  | 13/3 y 20/3/2022 | 13/3 y 20/3/2022  | 13/3 y 20/3/2022 | 13/3 y 20/3/2022       | 13/3 y 20/3/2022 |   |                 | 27/03 y 03/04/2022 | 27/03 y 03/04/2022 | 27/03 y 03/04/2022 | 27/03 y 03/04/2022 | 27/03 y 03/04/2022 |  |   | 10 y 15/04/2022   | 10 y 15/04/2022 | 10 y 15/04/2022 | 10 y 15/04/2022 | 10 y 15/04/2022 |  |
|  |                  |                   |                  |                        |                  |   |                 |                    |                    |                    |                    |                    |  |   |                   |                 |                 |                 |                 |  |
|  |                  |                   |                  |                        |                  |   |                 |                    |                    |                    |                    |                    |  |   |                   |                 |                 |                 |                 |  |
|  | 1                | Alvear Football   | 2                | 4                      |                  |   |                 |                    |                    |                    |                    |                    |  |   |                   |                 |                 |                 |                 |  |
|  | 1                | Alvear Football   | 2                | 4                      |                  |   |                 |                    |                    |                    |                    |                    |  |   |                   |                 |                 |                 |                 |  |
|  | 8                | Atl. Santa Rosa   | 1                | 2                      |                  |   |                 |                    |                    |                    |                    |                    |  |   |                   |                 |                 |                 |                 |  |
|  | 8                | Atl. Santa Rosa   | 1                | 2                      |                  | 1 | Alvear Football | 0                  | 1                  |                    |                    |                    |  |   |                   |                 |                 |                 |                 |  |
|  |                  |                   |                  |                        |                  | 1 | Alvear Football | 0                  | 1                  |                    |                    |                    |  |   |                   |                 |                 |                 |                 |  |
|  |                  |                   | 4                | Deportivo Mac Allister | 2                | 1 |                 |                    |                    |                    |                    |                    |  |   |                   |                 |                 |                 |                 |  |
|  | 4                | Dep. Macallister  | 4                | Deportivo Mac Allister | 2                | 1 | 1               | 2                  | (5)                |                    |                    |                    |  |   |                   |                 |                 |                 |                 |  |
|  | 4                | Dep. Macallister  |                  |                        |                  |   |                 |                    |                    |                    |                    |                    |  |   |                   |                 |                 |                 |                 |  |
|  | 5                | All Boys (Trenel) | 1                | 2                      | (4)              |   |                 |                    |                    |                    |                    |                    |  |   |                   |                 |                 |                 |                 |  |
|  | 5                | All Boys (Trenel) | 1                | 2                      | (4)              |   |                 |                    |                    |                    |                    |                    |  | 4 | Dep. Mac Allister | 0               | 0               |                 |                 |  |
|  |                  |                   |                  |                        |                  |   |                 |                    |                    |                    |                    |                    |  | 4 | Dep. Mac Allister | 0               | 0               |                 |                 |  |
|  |                  |                   | 3                | Racing Club            | 1                | 0 |                 |                    |                    |                    |                    |                    |  |   |                   |                 |                 |                 |                 |  |
|  | 3                | Racing Club       | 3                | Racing Club            | 1                | 0 | 1               | 0                  | (8)                |                    |                    |                    |  |   |                   |                 |                 |                 |                 |  |
|  | 3                | Racing Club       |                  |                        |                  |   |                 |                    |                    |                    |                    |                    |  |   |                   |                 |                 |                 |                 |  |
|  | 6                | Estudiantil       | 0                | 1                      | (7)              |   |                 |                    |                    |                    |                    |                    |  |   |                   |                 |                 |                 |                 |  |
|  | 6                | Estudiantil       | 0                | 1                      | (7)              |   | 3               | Racing Club        | 2                  | 5                  |                    |                    |  |   |                   |                 |                 |                 |                 |  |
|  |                  |                   |                  |                        |                  |   | 3               | Racing Club        | 2                  | 5                  |                    |                    |  |   |                   |                 |                 |                 |                 |  |
|  |                  |                   | 7                | General Belgrano       | 0                | 0 |                 |                    |                    |                    |                    |                    |  |   |                   |                 |                 |                 |                 |  |
|  | 2                | Costa Brava       | 7                | General Belgrano       | 0                | 0 | 2               | 0                  |                    |                    |                    |                    |  |   |                   |                 |                 |                 |                 |  |
|  | 2                | Costa Brava       |                  |                        |                  |   |                 |                    |                    |                    |                    |                    |  |   |                   |                 |                 |                 |                 |  |
|  | 7                | General Belgrano  | 2                | 1                      |                  |   |                 |                    |                    |                    |                    |                    |  |   |                   |                 |                 |                 |                 |  |
|  | 7                | General Belgrano  | 2                | 1                      |                  |   |                 |                    |                    |                    |                    |                    |  |   |                   |                 |                 |                 |                 |  |
|  |                  |                   |                  |                        |                  |   |                 |                    |                    |                    |                    |                    |  |   |                   |                 |                 |                 |                 |  |

Racing Club

(Eduardo Castex)

Campeón

3° Campeonato
Nota: Los equipos mencionados en la línea superior, definen cada serie de local.

Nota: Los equipos mencionados en negrita avanzaron a la etapa siguiente.

Nota: Se sorteó la localía, del partido de vuelta de la final.

## Datos del Campeón

### Campaña
El equipo jugó 12 partidos, ganó ocho (8), empató tres (3), y perdió uno (1); anotó veintisiete (27) goles y le convirtieron sólo cinco (5); finalizó el certamen invicto de local; siendo el único partido que perdió, el de vuelta de los cuartos de final, de local, frente a su clásico rival, al que venció luego en la serie de penales.

| Fecha | Día              | Árbitro          | Rival                  | Con | Resultado | Goleadores                                                                             |
| ----- | ---------------- | ---------------- | ---------------------- | --- | --------- | -------------------------------------------------------------------------------------- |
| 1     | 30/01/22; 17 hs. | Marcelo Aredondo | Huracán                | L   | 6-0       | Ortiz, Lautaro (2); Leguizamón, Juan; Fredes, Ramiro; Hollman, Federico y Caser, Alan. |
| 2     | 06/02/22; 20 hs. | Jorge Santillán  | Estudiantil            | V   | 3-2       | Leguizamón, Juan; Fredes, Ramiro; Similán, Isaías.                                     |
| 3     | 13/02/22; 18 hs. | Emilio Rigal     | All Boys               | L   | 4-1       | 14' Similán, Isaías (pen); 49' y 82' Ortiz, Lautaro (2); 67' Fredes, Ramiro.           |
| 4     | 20/02/22; 19 hs. | Lautaro Andino   | All Boys               | V   | 1-1       | 45+1' Fredes, Ramiro.                                                                  |
| 5     | 06/03/22; 17 hs. | Martín Gubar     | Estudiantil            | L   | 0-0       |                                                                                        |
| 6     | 27/02/22; 17 hs. | Juan M. Figueroa | Huracán                | V   | 4-0       | 42' Leguizamón, Juan (pen); 48' Rodas, Eric; 75' Pérez; 81' Bocardo.                   |
| CFI   | 13/03/22; 16 hs. | Martín Gubar     | Estudiantil            | V   | 1-0       | 69' Ramírez, Ricardo.                                                                  |
| CFV   | 20/03/22; 16 hs. | Emilio Rigal     | Estudiantil            | L   | 0(8)-1(7) |                                                                                        |
| SFI   | 27/03/22; 16 hs. | Marcos Díaz      | General Belgrano       | V   | 2-0       | 23' Rodas, Eric; 90+1' Buttafuoco, Gastón.                                             |
| SFV   | 03/04/22; 16 hs. | Juan M. Figueroa | General Belgrano       | L   | 5-0       | 20' y 56' Rodas, Erik; 25' Viceconte, Emanuel; 35 Ortiz, Lautaro y 75' Fredes, Ramiro. |
| FI    | 10/04/22; 17 hs. | Paolo Machi      | Deportivo Mac Allister | L   | 1-0       | 45+2' Rodas, Eric.                                                                     |
| FV    | 15/04/22; 16 hs. | Martín Gubar     | Deportivo Mac Allister | V   | 0-0       |                                                                                        |

### Plantel Campeón
| Pos               | Jugador                | PJ                 | Tit                | Sup                | Sal                |
| ----------------- | ---------------------- | ------------------ | ------------------ | ------------------ | ------------------ |
| Arq               | Bellendier, Nicolás    | 12                 | 12                 |                    |                    |
| Arq               | Betanzo, Francisco     |                    |                    |                    |                    |
| Arq               | Macagno, Gaspar        |                    |                    |                    |                    |
| Def               | Benítez, Ian           | 5                  | 2                  | 3                  | 1                  |
| Def               | Capdevilla, Efraín     | 1                  | 0                  | 1                  |                    |
| Def               | Frank, Renzo           | 11                 | 11                 |                    | 1                  |
| Def               | Montero, Brian         | 12                 | 11                 | 1                  | 1                  |
| Def               | Otero, Emiliano        | 9                  | 5                  | 4                  |                    |
| Def               | Pascual, Maximiliano   | 2                  | 0                  | 2                  |                    |
| Def               | Pérez, Santiago        | 1                  | 0                  | 1                  |                    |
| Def               | Ramírez, Ricardo       | 10                 | 10                 |                    | 1                  |
| Def               | Viceconte, Emmanuel    | 10                 | 10                 |                    | 2                  |
| Med               | Arias, Germán          | 2                  | 2                  |                    | 2                  |
| Med               | Carrizo, Mauro         | 12                 | 10                 | 2                  | 4                  |
| Med               | Cobos, Roberto         | 6                  | 0                  | 6                  |                    |
| Med               | Fredes, Ramiro         | 12                 | 12                 |                    | 2                  |
| Med               | Gianinetto, Juan Pablo | 11                 | 11                 |                    | 7                  |
| Med               | Hollmann, Federico     | 3                  | 1                  | 2                  |                    |
| Med               | Leguizamón, Juan       | 12                 | 10                 | 2                  | 7                  |
| Del               | Boccardo, Esteban      | 3                  | 1                  | 2                  |                    |
| Del               | Butaffuoco, Gastón     | 3                  | 0                  | 3                  |                    |
| Del               | Caser, Alan            | 7                  | 1                  | 6                  | 1                  |
| Del               | Grossi, Julián         | 1                  | 0                  | 1                  |                    |
| Del               | Ortiz, Lautaro         | 11                 | 11                 |                    | 5                  |
| Del               | Rodas, Eric            | 11                 | 7                  | 4                  | 6                  |
| Del               | Similán, Isaías        | 9                  | 5                  | 4                  | 4                  |
| Cuerpo técnico    |                        |                    |                    |                    |                    |
| Cargo             | Cargo                  | Nombre             | Nombre             | Nombre             | Nombre             |
| Director técnico  | Director técnico       | Edgardo Leguizamón | Edgardo Leguizamón | Edgardo Leguizamón | Edgardo Leguizamón |
| Ayudante de campo | Ayudante de campo      | Ariel Rojas        | Ariel Rojas        | Ariel Rojas        | Ariel Rojas        |
| Ayudante          | Ayudante               | Matías Bruno       | Matías Bruno       | Matías Bruno       | Matías Bruno       |
| Preparador físico | Preparador físico      | Lucas Saoretti     | Lucas Saoretti     | Lucas Saoretti     | Lucas Saoretti     |
| Auxiliar          | Auxiliar               | Marcelo Scheffer   | Marcelo Scheffer   | Marcelo Scheffer   | Marcelo Scheffer   |
| Utilero           | Utilero                | Jorge Pérez        | Jorge Pérez        | Jorge Pérez        | Jorge Pérez        |
| Delegado          | Delegado               | Claudio Dall’Asta  | Claudio Dall’Asta  | Claudio Dall’Asta  | Claudio Dall’Asta  |

### Goleadores del Campeón
| Pos     | Jugador            | Goles |
| ------- | ------------------ | ----- |
| 1       | Fredes, Ramiro     | 5     |
| 1       | Rodas, Eric        | 5     |
| 1       | Ortiz, Lautaro     | 5     |
| 2       | Leguizamón, Juan   | 3     |
| 3       | Similán, Isaías    | 2     |
| 4       | Bocardo, Esteban   | 1     |
| 4       | Buttafuoco, Gastón | 1     |
| 4       | Caser, Alan        | 1     |
| 4       | Hollman, Federico  | 1     |
| 4       | Pérez, Santiago    | 1     |
| 4       | Ramírez, Ricardo   | 1     |
| 4       | Viceconte, Emanuel | 1     |
| TOTALES | TOTALES            | 27    |

## Tabla Final de Posiciones
| Pos     | Equipo                 | PJ  | PG | PE | PP | GF  | GC  | Dif | Pts |
| ------- | ---------------------- | --- | -- | -- | -- | --- | --- | --- | --- |
| 1       | Racing Club(Cam)       | 12  | 8  | 3  | 1  | 27  | 5   | 22  | 27  |
| 2       | Deportivo Mac Allister | 12  | 3  | 8  | 1  | 13  | 8   | 5   | 17  |
| 3       | Alvear Football Club   | 10  | 8  | 1  | 1  | 26  | 7   | 19  | 25  |
| 4       | General Belgrano       | 10  | 3  | 4  | 3  | 10  | 14  | -4  | 13  |
| 5       | Costa Brava            | 8   | 5  | 2  | 1  | 16  | 4   | 12  | 17  |
| 6       | All Boys (Trenel)      | 8   | 2  | 5  | 1  | 14  | 10  | 4   | 11  |
| 7       | Estudiantil            | 8   | 3  | 3  | 2  | 9   | 7   | 2   | 12  |
| 8       | Atlético Santa Rosa    | 8   | 2  | 2  | 4  | 12  | 15  | -3  | 8   |
| 9       | All Boys (Santa Rosa)  | 6   | 2  | 3  | 1  | 11  | 10  | 1   | 9   |
| 10      | Dep. Alpachiri         | 6   | 2  | 2  | 2  | 5   | 10  | -5  | 8   |
| 11      | Ferrocarril Oeste      | 6   | 2  | 1  | 3  | 7   | 10  | -3  | 7   |
| 12      | Guardia del Monte      | 6   | 2  | 1  | 3  | 7   | 10  | -3  | 7   |
| 13      | Pampero                | 6   | 1  | 2  | 3  | 7   | 12  | -5  | 5   |
| 14      | Dep. Argentino         | 6   | 0  | 1  | 5  | 3   | 18  | -15 | 1   |
| 15      | Tte. Benjamín Matienzo | 6   | 0  | 0  | 6  | 3   | 13  | -10 | 0   |
| 16      | Huracán                | 6   | 0  | 0  | 6  | 2   | 19  | -17 | 0   |
| TOTALES | TOTALES                | 120 | 42 | 36 | 41 | 171 | 171 | 0   | 162 |

| (Cam) | Campéon del torneo. |

## Goleadores
| Pos | Jugador               | Equipo                 | Goles |
| --- | --------------------- | ---------------------- | ----- |
| 1°  | Camerlinck, Esteban   | All Boys (Trenel)      | 6     |
| 2°  | Fredes, Ramiro        | Racing                 | 5     |
| 2°  | Rodas, Eric           | Racing                 | 5     |
| 2°  | Ortiz, Lautaro        | Racing                 | 5     |
| 3°  | Bertaina, Axel        | Alvear Football        | 4     |
| 3°  | Morette, Emanuel      | Alvear Football        | 4     |
| 3°  | Sosa, Alex            | Alvear Football        | 4     |
| 4°  | Allende, Juan         | General Belgrano       | 3     |
| 4°  | Arriola, Gonzalo      | Estudiantil            | 3     |
| 4°  | Caser, Brian          | Estudiantil            | 3     |
| 4°  | Cuello, Álvaro        | Alvear Football        | 3     |
| 4°  | Leguizamón, Juan      | Racing                 | 3     |
| 4°  | Kedac, Alexis         | Pampero                | 3     |
| 4°  | Noriega, Brian        | Ferro                  | 3     |
| 4°  | Parodi, Lucas         | Alvear Football        | 3     |
| 4°  | Ramírez, Brian        | Costa Brava            | 3     |
| 4°  | Rodríguez, Lucas      | Mac Allister           | 3     |
| 5°  | Abraham, Martín       | Costa Brava            | 2     |
| 5°  | Agüero, Pablo         | Costa Brava            | 2     |
| 5°  | Andrada, Luciano      | General Belgrano       | 2     |
| 5°  | Bastida, Augusto      | Costa Brava            | 2     |
| 5°  | Bornes, Kevin         | A. Santa Rosa          | 2     |
| 5°  | Claro, Hernán         | All Boys (Santa Rosa)  | 2     |
| 5°  | Cocco, Emiliano       | Pampero                | 2     |
| 5°  | Díaz, Emiliano        | Deportivo Alpachiri    | 2     |
| 5°  | Díaz, Pedro           | Guardia del Monte      | 2     |
| 5°  | Flores, Gabriel       | Alvear Football        | 2     |
| 5°  | Gutiérrez, Jerónimo   | All Boys (Santa Rosa)  | 2     |
| 5°  | Lezcano, Gastón       | Santa Rosa             | 2     |
| 5°  | Miranda, Michel       | Santa Rosa             | 2     |
| 5°  | Morales, Leonel       | Mac Allister           | 2     |
| 5°  | Pardo, Mauricio       | Mac Allister           | 2     |
| 5°  | Patiño, Santiago      | Guardia del Monte      | 2     |
| 5°  | Peña, Máximo          | Tte. Benjamín Matienzo | 2     |
| 5°  | Petisco, Facundo      | Costa Brava            | 2     |
| 5°  | Rossón, Miguel        | Alvear Football        | 2     |
| 5°  | Similán, Isaías       | Racing                 | 2     |
| 5°  | Servetto, Agustín     | Mac Allister           | 2     |
| 5°  | Sttefanazzi, Santiago | Santa Rosa             | 2     |
| 5°  | Uhaldegaray, Alexis   | General Belgrano       | 2     |

Nota: La tabla considera sólo a los jugadores con dos goles o más.